# Championnat d'Espagne masculin de handball 2000-2001
Navigation
Liga ASOBAL 1999-2000 Liga ASOBAL 2001-2002
La saison 2000-2001 de la Liga ASOBAL est la 40e édition de la première division espagnole de handball, au cours de laquelle le FC Barcelone défend son titre.
Le Caja España Ademar León remporte son 1er titre dans la compétition et devance le FC Barcelone d'un point.

## Classement final
Le classement final est :
|    | Équipe                   | Pts | J  | G  | N | P  | Bp  | Bc  | Diff |
| -- | ------------------------ | --- | -- | -- | - | -- | --- | --- | ---- |
| 1  | Caja España Ademar León  | 46  | 26 | 22 | 2 | 2  | 750 | 613 | 137  |
| 2  | FC Barcelone (T, A, S)   | 45  | 26 | 22 | 1 | 3  | 790 | 620 | 170  |
| 3  | Portland San Antonio (R) | 34  | 26 | 16 | 2 | 8  | 697 | 670 | 27   |
| 4  | BM Gáldar                | 33  | 26 | 15 | 3 | 8  | 725 | 673 | 52   |
| 5  | BM Ciudad Real           | 32  | 26 | 15 | 2 | 9  | 645 | 642 | 3    |
| 6  | BM Valladolid            | 29  | 26 | 13 | 3 | 10 | 747 | 722 | 25   |
| 7  | BM Granollers            | 28  | 26 | 12 | 4 | 10 | 620 | 602 | 18   |
| 8  | Bidasoa Irún             | 23  | 26 | 11 | 1 | 14 | 616 | 651 | -35  |
| 9  | CB Cantabria             | 19  | 26 | 9  | 1 | 16 | 643 | 689 | -46  |
| 10 | BM Altea (P)             | 18  | 26 | 7  | 4 | 15 | 590 | 643 | -53  |
| 11 | SD Octavio (P)           | 18  | 26 | 8  | 2 | 16 | 619 | 661 | -42  |
| 12 | BM Valencia              | 17  | 26 | 7  | 3 | 16 | 671 | 720 | -49  |
| 13 | Frigorificos Morrazo     | 15  | 26 | 7  | 1 | 18 | 595 | 668 | -73  |
| 14 | Garbel Saragosse         | 7   | 26 | 3  | 1 | 22 | 600 | 734 | -134 |

|     | Qualification pour la Ligue des champions                             |
|     | Qualification pour la Ligue des champions en tant que tenant du titre |
|     | Qualification pour la coupe des Coupes                                |
|     | Qualification pour la coupe de l'EHF                                  |
|     | Relégation en Division 2                                              |
| (T) | Tenant du titre                                                       |
| (R) | Vainqueur de la Coupe du Roi                                          |
| (A) | Vainqueur de la Coupe ASOBAL                                          |
| (S) | Vainqueur de la Supercoupe d'Espagne                                  |
| (P) | Promu de Division 2 en début de saison                                |

Remarques :
- le Portland San Antonio est qualifié pour la  pour la Ligue des champions en tant que tenant du titre
- le BM Ciudad Real est qualifié pour la coupe des Coupes en tant que finaliste de la Coupe du Roi[2].

### Champion d'Espagne 2000-2001
| Champion d'Espagne 2000-2001 Caja España Ademar León 1er titre |

L'effectif du Caja España Ademar León était, :
| N° | Nationalité | Joueur                   | Date de naissance et âge | Poste          |
| -- | ----------- | ------------------------ | ------------------------ | -------------- |
| 1  | Danemark    | Kasper Hvidt             | 6 février 1976           | Gardien de but |
| 16 | Espagne     | Armand Torrego           | 27 octobre 1973          | Gardien de but |
| 2  | Espagne     | Alberto Entrerríos       | 7 novembre 1976          | Arrière gauche |
| 3  | Hongrie     | Csaba Bartók (hu)        | 18 mai 1970              | Arrière droit  |
| 5  | Espagne     | Víctor Alvarez Fernández | 13 mars 1981             | Demi-centre    |
| 6  | Espagne     | Juanín García            | 28 août 1977             | Ailier gauche  |
| 7  | Argentine   | Eric Gull                | 28 août 1973             | Arrière droit  |
| 8  | Espagne     | Manuel Colón             | 18 février 1977          | Pivot          |
| 9  | Espagne     | Iñaki Ordoñez (de)       | 20 août 1968             | Arrière droit  |
| 10 | Espagne     | Antonio Cartón (es)      | 21 mars 1980             | Ailier gauche  |
| 11 | Espagne     | Hector Castresana        | 30 août 1975             | Pivot          |
| 13 | Suède       | Magnus Andersson (prêt)  | 17 mai 1966              | Demi-centre    |
| 14 | Espagne     | Juancho Pérez            | 3 janvier 1974           | Pivot          |
| 15 | Espagne     | Alejandro Garcia Pinto   | 8 février 1982           | Arrière gauche |
| 17 | Russie      | Denis Krivochlikov       | 10 mai 1971              | Ailier droit   |
| 18 | Espagne     | Iker Romero              | 15 juin 1980             | Arrière gauche |
| 20 | Espagne     | Carlos Rodríguez Prendes | 18 juillet 1982          | Pivot          |
| 21 | Suisse      | Carlos Lima              | 21 février 1970          | Ailier gauche  |
| -  | Espagne     | Manolo Cadenas           | 20 mai 1955              | Entraîneur     |

## Statistiques et récompenses

### Meilleurs buteurs
Les meilleurs buteurs sont  :
| Rang | Joueur             | Équipe                  | Buts | Matchs | Moyenne |
| ---- | ------------------ | ----------------------- | ---- | ------ | ------- |
| 1    | Julio Muñoz (es)   | BM Gáldar               | 169  | 26     | 6,5     |
| 2    | Alberto Entrerríos | Caja España Ademar León | 163  | 26     | 6,3     |
| 3    | Ion Belaustegui    | FC Barcelone            | 132  | 26     | 5,1     |
| 4    | Zvonimir Bilić     | BM Valencia             | 130  | 26     | 5,0     |
| 5    | Mladen Bojinović   | CD Bidasoa              | 126  | 26     | 4,8     |

### Meilleurs joueurs
Il a été élu par les entraineurs la Liga ASOBAL, :
| Rang | Joueur              | Club                 | Votes |
| ---- | ------------------- | -------------------- | ----- |
| 1    | Jackson Richardson  | Portland San Antonio | 689   |
| 2    | Kasper Hvidt        | Ademar León          | 566   |
| 3    | László Nagy         | FC Barcelone         | 453   |
| 4    | Magnus Andersson    | Ademar León          | 306   |
| 5    | Mikhaïl Iakimovitch | Portland San Antonio | 156   |

| Rang | Joueur                | Club                 | Votes |
| ---- | --------------------- | -------------------- | ----- |
| 1    | Alberto Entrerríos    | Ademar León          | 804   |
| 2    | José Javier Hombrados | Portland San Antonio | 249   |
| 3    | Julio Muñoz (es)      | BM Gáldar            | 166   |
| 4    | Enric Masip           | FC Barcelone         | 111   |
| 5    | David Barrufet        | FC Barcelone         | 104   |

| Rang | Joueur            | Club          | Votes |
| ---- | ----------------- | ------------- | ----- |
| 1    | Iker Romero       | Ademar León   | 699   |
| 2    | Ion Belaustegui   | BM Valladolid | 388   |
| 3    | Santiago Urdiales | CB Cantabria  | 244   |
| 4    | Antonio Cartón    | Ademar León   | 137   |
| 5    | Víctor Alvarez    | Ademar León   | 125   |